# Jessica Jurassica
Jessica Jurassica (* 1993; bürgerlicher Name nicht öffentlich bekannt) ist das Pseudonym einer Schweizer Autorin und Bloggerin mit Wurzeln im Appenzellerland. In der Öffentlichkeit tritt sie mit einer Sturmmaske auf.

## Wirken
Jessica Jurassica trat im Sommer 2018 erstmals in Erscheinung, als ein kritischer und satirischer Beitrag im Kulturblog der Berner Zeitung Der Bund über deren Verleger Pietro Supino gelöscht wurde. Im selben Jahr wurde sie vom Kanton Appenzell Ausserrhoden mit dem «Literaturland Schreibwettbewerb» ausgezeichnet. Essays veröffentlichte sie zum Beispiel im Kulturmagazin Saiten oder dem Onlinemagazin Republik.
2019 veröffentlichte Jurassica im Eigenverlag den Text Die verbotenste Frucht im Bundeshaus, in dem der Protagonist namens Alain Berset – eine Anspielung an den gleichnamigen Bundesrat Alain Berset – die Hauptrolle in einer «erotischen Fan-Fiction» spielt. Der Text sorgte für mediale Aufmerksamkeit und eine Intervention der Bundeskanzlei, worauf der Protagonist in einer zweiten Auflage in André Beret umbenannt wurde.
2021 veröffentlichte Jurassica ihren Debütroman Das Ideal des Kaputten. Sie erhielt dafür 2021 den Literaturpreis des Kantons Bern.